# Alessio Picariello
Clemente Alessio Picariello (ur. 27 sierpnia 1993 roku w Montemarano) – belgijski kierowca wyścigowy.

## Kariera
Picariello rozpoczął karierę w wyścigach samochodowych w 2010 roku od startów w Północnoeuropejskiego Pucharu Formuły Renault 2.0 w klasie FR2000, gdzie czterokrotnie stawał na podium, a trzykrotnie na jego najwyższym stopniu. Z dorobkiem 142 punktów uplasował się tam na 8 pozycji w klasyfikacji generalnej. W późniejszych latach pojawiał się także w stawce głównej serii Północnoeuropejskiego Pucharu Formuły Renault 2.0, Europejskiego Pucharu Formuły Renault 2.0, Formuły ADAC Masters (mistrz w 2013) oraz Formuły Acceleration 1.

## Statystyki
| Sezon | Seria                                                  | Zespół                  | Wyścigi | Zwycięstwa | PP | NO | Podium | Punkty | Pozycja |
| ----- | ------------------------------------------------------ | ----------------------- | ------- | ---------- | -- | -- | ------ | ------ | ------- |
| 2010  | Północnoeuropejski Puchar Formuły Renault 2.0 - FR2000 | SL Formula Racing       | 6       | 3          | 0  | 4  | 4      | 142    | 8       |
| 2011  | Północnoeuropejski Puchar Formuły Renault 2.0          | SL Formula Racing       | 20      | 0          | 0  | 0  | 2      | 209    | 6       |
| 2011  | Europejski Puchar Formuły Renault 2.0                  | SL Formula Racing       | 2       | 0          | 0  | 0  | 0      | 0      | NS†     |
| 2012  | Północnoeuropejski Puchar Formuły Renault 2.0          | SL Formula Racing       | 10      | 0          | 0  | 1  | 3      | 83     | 21      |
| 2012  | Formuła ADAC Masters                                   | G+J/Schiller Motorsport | 23      | 2          | 1  | 1  | 5      | 152    | 6       |
| 2013  | Formuła ADAC Masters                                   | Mücke Motorsport        | 24      | 12         | 4  | 5  | 16     | 388    | 1       |
| 2013  | Europejski Puchar Formuły Renault 2.0                  | Interwetten.com Racing  | 0       | 0          | 0  | 0  | 0      | 0      | NS†     |
| 2014  | Formuła Acceleration 1                                 | Azerti Motorsport       | 5       | 0          | 0  | 1  | 0      | 34     | 8       |

† – Picariello nie był zaliczany do klasyfikacji.